# 머니볼매니저
《머니볼매니저》는 GANDROMEDA Inc.에서 서비스 중인 야구 스포츠 기반 전략 시뮬레이션게임이다.

## 개요
《머니볼매니저》는 HTML을 구동 가능한 모든 웹 브라우저에서 플레이가 가능한 웹게임이다.
유저들과 경쟁을 통해 구단을 운영해가는 웹베이스의 야구 매니지먼트 게임입니다. (머니볼매니저 공식 홈페이지 게임소개)
GANDROMEDA Inc.에서 개발,배급하였으며, 2014년 10월20일부터 10월22일까지 비공개 테스트를 진행 하였다.
2014년 10월23일부터 공개 테스트를 진행하고 있다.

## 역사
2014년 10월 10일 GCRB 전체 이용가 등급 판정을 받았다.
2014년 10월 20일 ~ 10월 22일 비공개 테스트(CBT)를 진행 하였다.
2014년 10월 23일 공개 테스트(OBT)를 진행 하였다.